# Nuihau Laurey
Pour les articles homonymes, voir Laurey.
Nuihau Laurey, né le 29 décembre 1964 à Papeete (Polynésie française), est un homme politique français. Membre du Tahoeraa huiraatira jusqu'en 2015, il rejoint alors le Tapura huiraatira. Il est vice-président de la Polynésie française de 2013 à 2017 et président intérimaire en 2014. Il siège également au Sénat de 2015 à 2020, en tant qu'apparenté au groupe Union centriste.

## Biographie
En 2009, il publie Plaidoyer pour une véritable politique de l’énergie en Polynésie française, essai paru aux éditions Au Vent des Îles. En 2010, il est conseiller technique auprès de Teva Rohfritsch, ministre de l'Énergie. À partir de mars 2011, il est gérant d'une SARL qui travaille dans le domaine des énergies renouvelables.
Le 5 septembre 2014, Nuihau Laurey devient président par intérim de la Polynésie française à la suite de la destitution de Gaston Flosse et jusqu'à l'élection d'Édouard Fritch le 12 septembre suivant. Il est chargé de l'Économie et des Finances, du Budget, de la Fonction publique, des Entreprises, de l'Industrie et de la Promotion des exportations. Il est élu sénateur de Polynésie Française le 3 mai 2015 lors d'une élection partielle. Il siège au groupe UDI-UC au Sénat. En janvier 2017, il quitte la vice-présidence mais demeure ministre jusqu'au 28 février suivant.
En 2020, il est l'un des fondateurs du parti A here ia Porinetia.
En 2022, il parraine Marine Le Pen pour l'élection présidentielle. Il se présente aux élections législatives dans la troisième circonscription de Polynésie sous la bannière du nouveau parti A here ia Porinetia. Il prône un changement du système politique local. Il obtient 14,53 % des suffrages et arrive 3e, devançant le candidat de son ancien parti Amuitahiraa mais ne parvient pas à être au second tour,,.
Le 16 avril 2023, il conduit une liste pour les élections territoriales qui obtient 14,54 % au premier tour et termine à la troisième place.